# Лопес де Легаспи, Мигель
Миге́ль Ло́пес де Лега́спи (исп. Miguel López de Legazpi; 1502 — 20 августа 1572) — испанский конкистадор с титулом аделантадо, роль которого в истории Филиппин сравнима с ролью Кортеса в истории Мексики и с ролью Писарро в истории Перу. Его внук Хуан де Сальседо тоже стал известным конкистадором.

## Биография
В 1528 году, отчаявшись сделать карьеру на родине, Лопес де Легаспи последовал за Кортесом в Мексику, где достиг поста управляющего Мехико. Уже в преклонном возрасте был направлен вице-королём Луисом де Веласко на поиски островов Пряностей, открытых ещё Магелланом. 21 ноября 1564 года отплыл на 5 кораблях из порта Барра-де-Навидад на покорение западных земель. Путь им должен был указать опытный Андрес де Урданета.
В начале 1565 года испанцы разорили Марианские острова, проплыли острова Барбудас и Ладронес и 13 февраля 1565 года завидели Филиппины, благополучно высадились на острове Себу и вступили в контакт с его жителями 27 апреля. В отличие от Магеллана, который был атакован и умерщвлён туземцами, Лопесу де Легаспи удалось заключить с местным вождём (последним раджой Себу) Тупас дружественное соглашение — стоило только убедить его в том, что его люди не португальцы. Это событие на Филиппинах считается точкой отсчёта национальной истории; в его память установлен праздник сандуго. Примечательно, что Легаспи обнаружил на острове икону Святого Младенца Иисуса, привезённую Магелланом, которую местные жители почитали как святыню. Позже эта икона хранилась как ценная реликвия в монастыре Себу. Часть спутников Легаспи — отец Урданета, отец Агирре, а также сын Легаспи — вернулись 30 октября 1565 года в Акапулько.
В 1567 году, получив подкрепление из Новой Испании, конкистадор приступил к возведению крепости св. Петра, призванной служить защитой основанного им города Себу (Легаспи изменил первоначальное название города Сан-Мигель на Эль-Сантиссимо-де-Хесус). Пользуясь этим плацдармом, Лопес де Легаспи направлял корабли на исследование северной части Филиппин. Несмотря на стычки с китайскими пиратами, принялся крестить туземцев на севере Лусона и основал там 24 июня 1571 года новую столицу — Манилу, в качестве Метрополии для колонии.
Именем Лопеса де Легаспи назван город на острове Лусон. Его письма к Филиппу II хранятся в Севилье.